# 黄俊郎
黄俊郎（Alang Huang，1973年8月5日—），臺灣藝術工作者，高雄縣林園鄉（今高雄市林園區）人，國立臺北大學地政系學士，作家、作詞人、畫家。

## 著作
- 《這本書》（2002，台北，華人版圖文化）
- 《第二本書》（2002/07/01，台北，華人版圖文化）
- 《第三本書》（2003/08/02，台北，華人版圖文化）
- 《不是第四本書》（2007/01/01，台北，華人版圖文化）
- 《黃俊郎的黑》（2013/12/17，台北，華人版圖文化）

## 歌词作品
- 黄俊郎〈女孩别为我哭泣〉
- 周杰倫〈最偉大的作品〉、〈水手怕水〉、〈跨時代〉、〈免費教學錄影帶〉 、〈以父之名〉、〈軌跡〉、〈將軍〉、〈逆鳞〉、〈夜的第七章〉、〈牛仔很忙〉、〈喬克叔叔〉、〈蛇舞〉（ feat. 梁心頤）、〈竊愛〉、〈前世情人〉、〈Mojito〉、〈天地一鬥〉
- 派偉俊〈蝴蝶〉、〈我不說愛你〉、〈火柴〉
- 南拳妈妈 〈決鬥巴哈〉、〈重返荣耀〉、〈悄悄告訴她〉、〈人魚的眼淚〉、〈暗奏〉、〈野東西〉、〈闇奏〉
- 蔡依林〈馬德里不思議〉、〈桃花源〉、〈許願池的希臘少女〉
- S.H.E〈神槍手〉、〈月光手札〉
- 温嵐〈發燙〉、〈海灘〉、〈離不開他〉
- 蔡詩蕓〈我不想知道她是谁〉、〈錯過〉
- 蔡旻佑〈夢不落帝国〉
- 黄立行〈鴕鳥式沉默〉
- 杜德伟〈紅轎子〉、〈黑色契约〉
- 竇智孔〈樱花的秘密〉
- 管维嘉〈爱比雪更冷〉
- 梁詠琪〈過於透明的寂静〉
- 阿杜〈愛你比我重要〉
- Soler〈風的終點〉、〈晨霧〉、〈海洋〉
- 品冠〈默默〉
- 陳小春〈雙黃線〉
- 游艾迪〈８號洋娃娃〉、〈斑馬線憂鬱〉
- 蕭亞軒〈後來的我們〉、〈時光隧道〉
- 梁静茹〈戀着多喜欢〉、〈風笛手〉
- 袁詠琳〈很旅行的愛情〉〈That's Alright〉、〈釋懷 Let Go〉
- 邱凱偉  〈愛越遠越重 Love Will Go The Distance〉
- 王心凌〈愛呢？〉
- TFBOYS〈剩下的盛夏〉
- 王俊凱〈樹讀〉
- 冼佩瑾〈控制狂〉〈親密的疏離〉
- 邱凱偉〈愛越遠越重〉
- 丁噹〈手掌心-解鈴〉
- 家家〈命運-碧雪行〉
- KOGIRLS〈匆匆〉、〈偷偷〉
- SNH48〈魔女的詩篇〉、〈終無艷〉
- 蕭煌奇〈迷宮〉〈默默〉〈嗨！早安用早餐〉
- Supper Moment〈文明是一種靈魂裡的蠻荒〉、〈Yes I Do〉
- 鍾鎮濤〈73年〉
- 王者榮耀 〈音你閃耀〉
- 游鴻明 〈許願之丘〉
- 鄒承恩 〈永夜之晝〉
- 許晉豪 〈低音Latte〉
- 吳莫愁 〈接近無限〉
- 江語晨〈那不是愛〉
- 林予晞〈春風偷偷講〉

## 影视作品

### 电影
- 《不能说的秘密》飾：阿郎 導演：周杰倫
- 《天台》飾： 阿郎(花椰菜) 導演：周杰伦

### MV
- 〈退後〉 導演：周杰倫
- 〈三年二班〉

## 外部連結
- 黄俊郎在互联网电影资料库（IMDb）上的資料（英文）
- 黄俊郎在香港影庫上的簡介
- 黄俊郎在豆瓣上的资料（简体中文）
- 黄俊郎在时光网上的簡介（简体中文）